# Peñarroya de Tastavins
Peñarroya de Tastavins is een gemeente in de Spaanse provincie Teruel in de regio Aragón met een oppervlakte van 83,28 km². Peñarroya de Tastavins telt 465 inwoners (1 januari 2016). De gemeente telt veel varkenshouderijen. In 1996 is in de buurt van het plaatsje de dinosauriër Tastavinsaurus gevonden waarvan resten tentoongesteld worden.